# 蒙福孔 (上比利牛斯省)
蒙福孔（法語：Monfaucon，法語發音：[mɔ̃fokɔ̃]）是法国上比利牛斯省的一个市镇，位于该省北部，属于塔布区。

## 地理
蒙福孔（43°27'7"N, 0°6'58"E）面积10.38 平方千米，位于法国奧克西塔尼大區上比利牛斯省，该省份为法国西南部内陆省份，北至热尔省，西接大西洋比利牛斯省，南与西班牙接壤，东临上加龙省。
与蒙福孔接壤的市镇（或旧市镇、城区）包括：索沃泰尔、圣瑞斯坦、昂索斯、巴尔巴尚、比宗、让萨克、拉菲托勒。

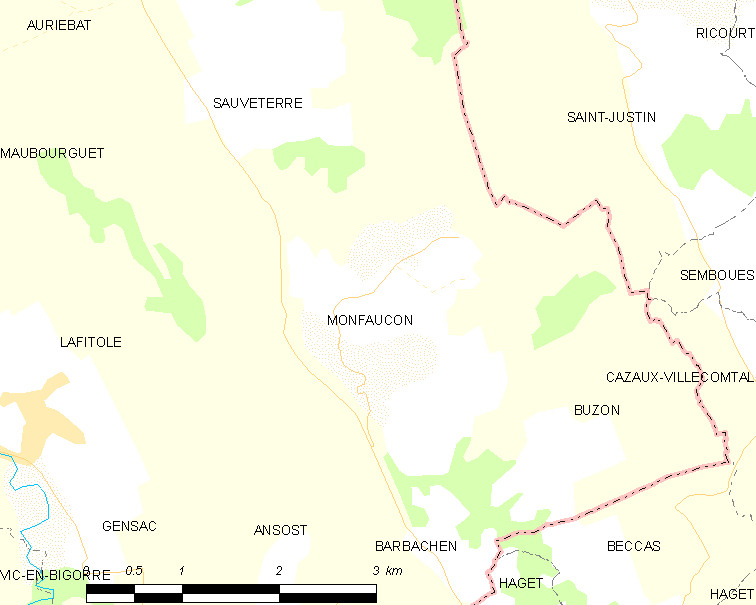
的OSM定位图

蒙福孔的时区为UTC+01:00、UTC+02:00（夏令时）。

## 行政
蒙福孔的邮政编码为65140，INSEE市镇编码为65314。

## 政治
蒙福孔所属的省级选区为阿杜尔河谷-吕斯唐-马迪拉奈县。

## 人口

1962-2008年间人口变化图示

蒙福孔于2022年1月1日时的人口数量为203人。